# Musée d'art Nariwa
Le musée d'art Nariwa (高梁市成羽美術館, Takahashi Nariwa Bijutsukan), est un complexe japonais regroupant un musée d'art et un musée archéologique. Il se trouve à Takahashi, dans la préfecture d'Okayama.

## Histoire
Le musée fut ouvert pour la première fois en août 1953 dans l'ancien bourg de Nariwa, en l'honneur du peintre de style occidental Torajirō Kojima. Celui-ci était également connu comme le responsable de collection du musée d'art Ōhara. Le bâtiment actuel, qui date de 1994,, est la deuxième reconstruction du musée. Il est bâti sur les fondations en pierre de Nariwa Jinya, ruines du palais du clan Yamazaki, lieu désigné site historique de la ville de Takahashi. Conçu par Tadao Andō, il constitue en lui-même une œuvre d'art architecturale. En août 1967, le musée inaugure ses nouveaux locaux.
En plus des œuvres de Torajirō Kojima, le musée expose entre autres des objets d'art de l'Égypte antique et d'autres pays que le peintre a collectionnés, ainsi que des fossiles découverts à Nariwa,. Ceux-ci appartiennent au plus ancien groupe de plantes fossiles découvertes au Japon.
En novembre 1994, deuxième reconstruction du musée et inauguration des nouveaux locaux. En avril 2009, le complexe change de nom de « musée d'art du Bourg de Nariwa » en « musée d'art Nariwa de la Ville de Takahashi ».

## Locaux
- Salle Torajirō Kojima : les œuvres de Kojima (peintures à l'huile telles que Sur le chemin de l'école, Shion et la jeune fille, La Jeune fille belge en Kimono et Le Fermier de Sakazu, dessins, meubles faits main), ainsi que de Hitoomi Tokunaga, Kijirō Ōta, Kunishirō Mitsutani, Shigeru Yoshida, Ginzō Kataoka, Wasaku Kobayashi, Kōnosuke Tamura et Isshō Satō y sont exposées.
- Salle Orient : Expose principalement des objets d'art de l'Égypte antique collectés par Torajiro Kojima lors de ses nombreux voyages. Des panneaux offrent des explications historiques.
- Salle des Fossiles : On y trouve une collection de plusieurs centaines de fossiles (environ cent especes) déterrés a Nariwa. Ils appartiennent au plus vieux groupe de fossiles de plantes découvert au Japon, incluant trente nouvelles espèces découvertes pour la première fois dans la région.
- Salle Polyvalente
- Salle de conférences
- Boutique du musée
- Café

## Collection
- Peintures : 111 pièces de Torajirō Kojima, 84 pièces de peintres divers
- Sculpture : 30 pièces
- Documents archéologiques - environ 700 fossiles de la région de Nariwa et 601 objets collectés par Torajiro Kojima (Égypte, Chine, Europe)

## Spécificités architecturales
- Conception : Tadao Andō, Tadao Ando Architect & Associates
- Achevé en : 1994
- Structure : béton armé, 2 niveaux hors sol et 1 niveau au sous sol
- Superficie du terrain : 7607,89 m2
- Superficie du bâtiment : 1601,98 m2
- Superficie totale : 2691,98 m2
- On trouve deux bassins artificiels alimentés par les eaux souterraines : le « Jardin des eaux vives » à l'extérieur et le « Jardin des eaux dormantes » à l'intérieur.